# 11.º distrito congresional de Ohio
El 11.º distrito congresional es un distrito congresional que elige a un Representante para la Cámara de Representantes de los Estados Unidos por el estado de Ohio.  Según la Oficina del Censo, en 2011 el distrito tenía una población de 546 944 habitantes. Actualmente el distrito está representado por la Demócrata Marcia Fudge.

## Geografía
El 11.º distrito congresional se encuentra ubicado en las coordenadas 41°36′48″N 81°31′52″O / 41.61333, -81.53111.

## Demografía
Según la Oficina del Censo de los Estados Unidos, en 2011 había 546 944 personas residiendo en el 11.º distrito congresional. De los 546 944 habitantes, el distrito estaba compuesto por 201 194 (36.8%) blancos; de esos, 194 148 (35.5%) eran blancos no latinos o hispanos. Además 325 272 (59.5%) eran afroamericanos o negros, 973 (0.2%) eran nativos de Alaska o amerindios, 12 951 (2.4%) eran asiáticos, 96 (0%) eran nativos de Hawái o isleños del Pacífico, 4 371 (0.8%) eran de otras razas y 9 133 (1.7%) pertenecían a dos o más razas. Del total de la población 15 257 (2.8%) eran hispanos o latinos de cualquier raza; 3 420 (0.6%) eran de ascendencia mexicana, 7 899 (1.4%) puertorriqueña y 490 (0.1%) cubana. Además del inglés, 988 (2.4%) personas mayor a cinco años de edad hablaban español perfectamente.
El número total de hogares en el distrito era de 233 114, y el 55.5% eran familias en la cual el 25 tenían menores de 18 años de edad viviendo con ellos. De todas las familias viviendo en el distrito, solamente el 29.6% eran matrimonios. Del total de hogares en el distrito, el 4.3 eran parejas que no estaban casadas, mientras que el 0.4% eran parejas del mismo sexo. El promedio de personas por hogar era de 2.27. 
En 2011 los ingresos medios por hogar en el distrito congresional eran de US$32 919, y los ingresos medios por familia eran de US$66 585. Los hogares que no formaban una familia tenían unos ingresos de US$109 059. El salario promedio de tiempo completo para los hombres era de US$41 334 frente a los US$35 667 para las mujeres. La renta per cápita para el distrito era de US$23 392. Alrededor del 20.2% de la población estaban por debajo del umbral de pobreza.